# Hell-O-Matic
Hell-O-Matic ist eine Alternative-Metal-Band aus Fulda.

## Geschichte
Die Band wurde 2013 von dem Fotografen und ehemaligen Cancer-Barrack-Bassisten Thomas van de Scheck, dem Dark-Reflections-Gitarristen Heikkinen sowie Johnny E. und Mike Berserk gegründet. 2014 stieß The Lorz als Keyboarder hinzu. Im gleichen Jahr wurde ein erstes Album im Hamburger Chameleon-Studio aufgenommen und von Eike O. Freese und Benjamin Lawrenz produziert. Das selbstbetitelte Album Hell-O-Matic wurde 2015 veröffentlicht und von Presse und Kritikern lobend angenommen. Den Vertrieb übernahm das Label Danse Macabre. Kurz darauf stieg das Album in die DAC-Charts ein, zum Titel Hedonistic Cheerleaders wurde ein Musikvideo veröffentlicht. Noch vor der Veröffentlichung des Albums verließ Johnny E. die Band aus beruflichen Gründen und wurde durch Marx 6 ersetzt. 2016 begleitet Hell-O-Matic Megaherz als Vorgruppe auf der Erdwärts-Tour. Schlagzeuger Mike Berserk verließ unterdessen Hell-O-Matic aus zeitlichen Gründen und wurde durch Markus „Big M“ Corby, welcher bereits bei Paragon und derzeit als Bassist bei Beaver Patrol spielt, als Tour-Schlagzeuger abgelöst. Nach der Tournee übernahm Hagen Fi77, der bereits als Schlagzeuger für die Celtic-Metal-Band Minotaurus bekannt war, die Position. 2016 wurde Hell-O-Matic vom Musikverlag Enorm-Music unter Vertrag genommen.
2017 spielte Hell-O-Matic erstmals auf dem Wacken Open Air und produzierte mit Eike O. Freese das zweite Album What An Excellent Day For An Exorcism. 2018 verließen Marx 6 und Hagen Fi77 aus unüberbrückbaren Meinungsverschiedenheiten, sowie Heikkinen aus persönlichen Gründen die Band und wurden durch TIMzer0 (Straight From Hell), Danny D. Anger (Mercury Falling) und Maic Pain (Mercury Falling) ersetzt. In dieser Besetzung spielte Hell-O-Matic das erste Mal gemeinsam auf den Wacken Winter Nights 2018. Zum Ende des Jahres 2018 verließen Danny D. Anger und Maic Pain aus terminlichen Gründen Hell-O-Matic und wurden durch HiGo-13 (Straight From Hell, Zero G) als Bassist und Phill Thrill (The Matter Of China, Asinis) als Schlagzeuger ersetzt. Zusätzlich wurde die Sängerin SINtana in die Band aufgenommen. Im März 2019 ging Hell-O-Matic einen Vertrag mit MiG Music von Manfred Schütz ein.

## Stil
Hell-O-Matic benennt musikalische Einflüsse im Hard Rock der 1970er Jahre, Rock ’n’ Roll, Industrial Metal und Country. Sie bezeichnen ihren Stil als „Scary Metal“. In Rezensionen wird die Gruppe mit Marilyn Manson und White Zombie verglichen. Die Gruppe steht mit ihrer musikalischen Mischung, Rezensenten zur Folge, in der Tradition des in der schwarzen Szene rezipierten Groove- und Alternative-Metal der 1990er Jahre. Das Gitarrenspiel wird mit Bands des Groove- und Industrial-Metals, wie den Krupps, Ministry und KMFDM verglichen und als besonders Riffbetont hervorgehoben. Der Rhythmus wird hinzukommend als besonders groovend und pumpend bezeichnet.

## Diskografie
- 2015: Hell-O-Matic (Album, Danse Macabre)
- 2015: Hedonistic Cheerleaders (Single, Danse Macabre)
- 2019: The Devil Makes Three (Single, MIG)
- 2019: What An Excellent Day For An Exorcism (Album, MIG)

## Video
- 2015: Hedonistic Cheerleaders
- 2015: Rape Your Youth
- 2015: Maggots (feat. Mark Benecke)
- 2019: The Devil Makes Three